# Torre del Gombito
La torre del Gombito si trova nella parte alta della città di Bergamo, nell'incrocio tra la via omonima, via San Lorenzo e via Mario Lupo, il quadrivio più centrale e importante dell'antica città.

## Storia
La torre prende il nome dal latino compitum, che significa incrocio o crocicchio,  nel dialetto bergamasco prende il significato di gomito, da questo si desume che la torre era punto d’incrocio dei differenti assi viari della città del periodo romano il cardo e il decumano. Venne edificata nel XII secolo ed è la più alta della città, non prenderà mai il nome delle famiglie che nei diversi secoli ne diventarono proprietarie.
 È stata protagonista delle lotte tra guelfi e ghibellini di Bergamo, i primi a favore del papa e i secondi dell'imperatore rappresentate dalle famiglie Suardi, per i ghibellini in contrapposizione dei Rivola, proprietari della torre e di fazione guelfa, e nel XIII secolo proprietari anche della zecca, e della torre dei Rivola di Bergamo. Durante il medioevo erano presenti più di trenta torri di proprietà di famiglie nobili. Questa controversia, divenne aspra quando nel 1206 gli scontri portarono all'incendio della torre stessa.
Nel 1263, quando la torre venne incendiata dai Suardi e poi ricostruita, risulta Bartolomeo del Zoppo proprietario con la famiglia Rivola, e nel 1314, il figlio Giorgio membro del consiglio della città, che causa la sua appartenenza attiva alla fazione guelfa, dovette fuggire e chiedere ospitalità nel Castello Ginami della famiglia Buccelleni di Gromo.
La torre mantenne la sua caratteristica militare e difensiva fino al 1500 quando sono documentati contratti d'affitto ad uso di attività commerciali. Il capitano Giovanni Da Lezze nella sua relazione del 1596 Descrizione di Bergamo e del suo territorio, la nomina come torre dell'hostaria del Gombedo.

Ritornò ad avere la caratteristica militare nel 1849 durante l'occupazione austriaca, i rivoltosi dalla sommità della torre spararono contro la Rocca che era il presidio austriaco, i quali ne minacciarono l'abbattimento.
La torre venne donata al comune nel 1877 da Giovanni Gout Giovanni Arioli e Alessandro Agliardi, e dal 2010, dopo un'accurata manutenzione, viene aperta al pubblico per una visita anche nel suo interno. Dopo la salita di 263 gradini si può godere del panorama dalla terrazza più alta di Bergamo.

## Descrizione
La torre duecentesca, si presenta in ottime condizioni, ha un'altezza di 51,60 m, che all'origine erano 64 m, ne venne abbattuta una parte nel XIX secolo perché ritenuta pericolante. Costruita in blocchi di pietra arenaria, in stile romanico, formava un unico complesso con la casa adiacente, che presenta modifiche gotiche di epoca successiva; le due unità comunicavano con un unico accesso, ora murato, che era posto a otto metri di altezza dal suolo. Presenta quattro aperture, e fenditure, caratteristiche tipiche delle costruzioni difensive medioevali. L'apertura per le attività commerciali del piano terra vennero eseguite nel XV secolo, mentre i due mensoloni di pietra che sporgono sulla parete a ovest a sei metri di altezza, sono i resti di un portico aperto per un'ulteriore bottega, risulta infatti divisa in due proprietari nel 1555, da Paolo Zoppo, e da Barbara Albrici.
Quando la torre venne donata al comune si trovava in una situazione di grande abbandono, le scale, e i pianerottoli interni erano stati distrutti durante i moti rivoluzionari, quando gli austriaci ne minacciarono la distruzione. Furono fatti i primi restauri nel 1892 con la ricostruzione delle parti interne, e successivamente nel 1913 e 1915. Dalla relazione dell'architetto Sandro Angelini, risulta che la torre sia stata costruita con grande maestria, non solo nella sua parte esterna, ma maggiormente in quella interna, con la graduale rastremazione delle pareti, e i gradini in pietra nella sua parte terminale dal medesimo spessore del muro .